# Myaku-Myaku
Myaku-Myaku (ミャクミャク?) es la mascota oficial de la Exposición Universal de Osaka 2025. Se trata de un ser cambiaformas cuyo cuerpo está compuesto por una cadena de células y agua. Su nombre es una onomatopeya que simboliza las pulsaciones.

## Historia
El personaje fue diseñado por el ilustrador Kōhei Yamashita para la Expo 2025 que se celebrará del 13 de abril al 13 de octubre en Osaka, Japón. Para crear la mascota tuvo en cuenta tanto el apodo de Osaka, «la ciudad del agua», como el logotipo diseñado por Shimada Tamotu: un anillo irregular de esferas rojas con ojos que representan células vivas y el «esplendor de la vida».

Myaku-Myaku es descrito como una «criatura misteriosa» de personalidad simpática, despistada y torpe, originaria de un pequeño manantial de la región de Kansai. Su cuerpo está formado por un anillo de células rojas, con numerosos ojos y una boca sonriente, mientras que el cuerpo es un torso de agua limpia. Es capaz de transformarse en cualquier cosa, aunque suele adoptar una forma bípeda que imita a un ser humano. También puede absorber la energía solar y la lluvia.

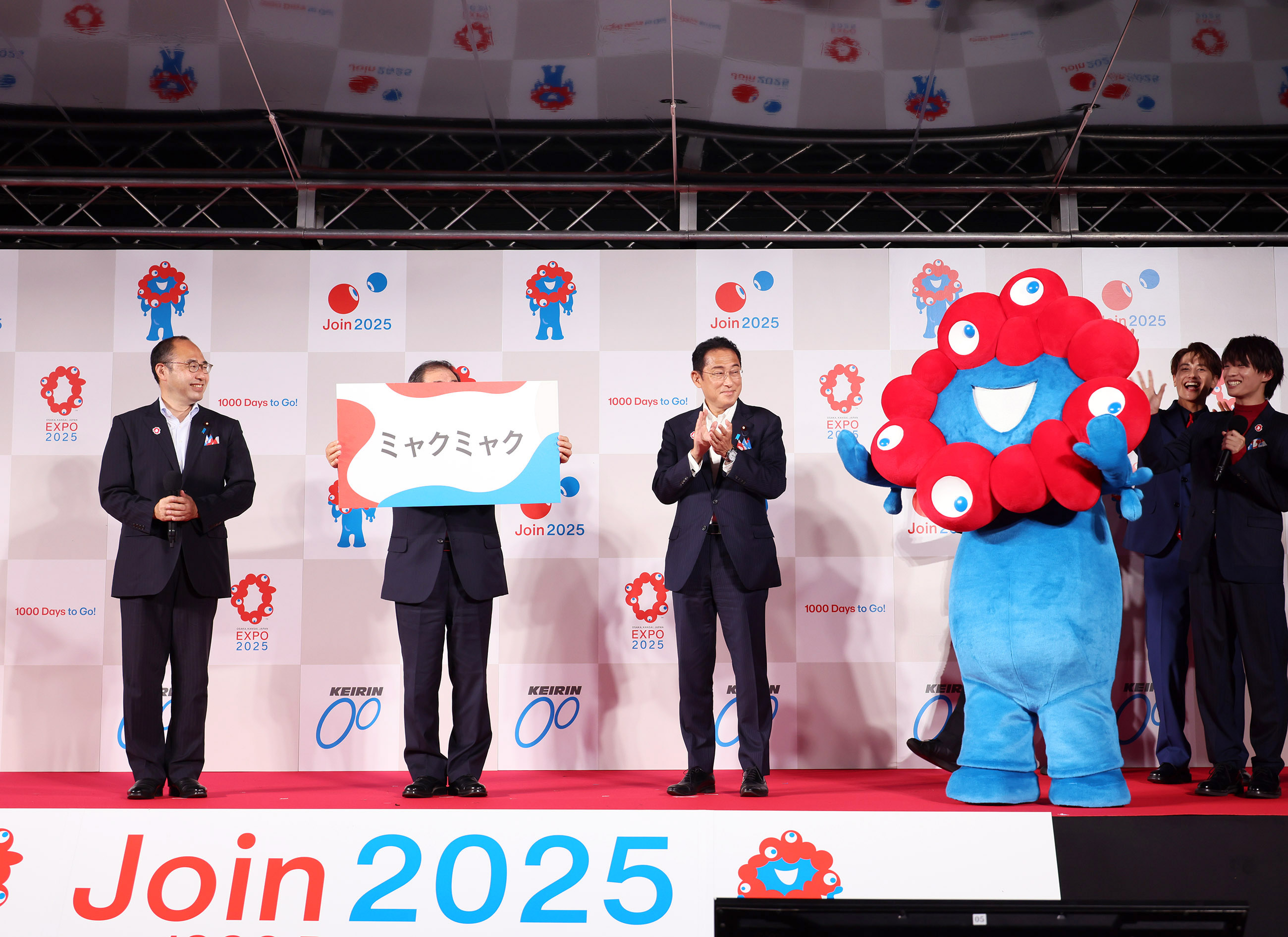
Presentación del nombre de la mascota de la Expo 2025.

La presentación oficial de la mascota tuvo lugar en marzo de 2022. El diseño de Yamashita fue elegido en una licitación organizada por la Expo 2025, entre un total de 1898 propuestas. Para el nombre se organizó un concurso abierto al público con más de 33.000 ideas aportadas. Hubo dos personas que coincidieron en el término «Myaku-Myaku», una onomatopeya japonesa que simboliza las pulsaciones, con diferente justificación; el primero mencionó la transferencia de conocimiento y las cadenas de ADN, mientras que el segundo aludió al pulso —Myaku (ミャク?)— como un símbolo de la conexión entre civilizaciones. El nombre se oficializó en julio de 2022.
La organización de la Expo 2025 no cobra derechos de autor por utilizar su imagen, siempre y cuando no exista un uso comercial, con el objetivo de que el evento trascienda más allá de la región de Kansai. Yamashita ha supervisado el uso correcto del personaje según la identidad que había diseñado.

## Recepción
En términos generales, Myaku-Myaku ha tenido un alto grado de aceptación entre la sociedad japonesa. Su inusual diseño para una mascota promocional —yuru-chara— ha sido definido por la prensa como «siniestro pero adorable», en contraste con su animada personalidad. La mascota ha estado presente en todos los eventos promocionales de la Expo 2025.
En abril de 2024, la organización había alcanzado acuerdos promocionales con un total de 107 empresas para más de 800 productos, entre ellos una línea de Sanrio protagonizada por Hello Kitty. En octubre de 2023, JR West presentó una serie de trenes con Myaku-Myaku para la línea circular de Osaka. Japan Airlines también decoró un avión Boeing 787 con el diseño del personaje que utilizará hasta mayo de 2025.